# Плоске (Мукачівський район)
Пло́ске (угор. Dombostelek, русин. Плоское)— село в Україні, у Мукачівському районі (до 2020 року у Свалявському районі) Закарпатської області. Входить до  Полянської сільської громади. Населення становить 1 080 осіб.

## Географія
Розташоване в долині річки Великої Пині, за 17 км від районного центру. Через територію ради протікає р. Пиня (10 км). Межує з Полянською, Родниківською сільськими радами та Перечинським районом.

## Історія
Місцевість, де тепер розкинулося село Плоске, була дуже заболоченою. Тому, коли люди будували житло, робили спочатку своєрідну основу. Це підвищення називали «плостинки». Вважається, що свою назву село отримало завдяки цій будівельній основі й стало називатися Плоско або Плоске.
У «Історії карпатських русинів» перша згадка про це поселення датується 1597 роком. Але якщо звернутися до Шематизмів парохій Мукачівської греко-католицької єпархії, то тут згадується кенез Іван Калабішка, який у 1582 році поселився у цій місцевості.
 У 1597 році у Плоскому вже був свій священик. Але на початку XVII ст.. село вимерло настільки, що на виникла потреба нового заселення. Тому 18 лютого 1648 року Ракоці дав кенезьку грамоту Лізанцю Олександру та його синам Дмитру та Августину. Вони у вимерле село привели 12 нових сімей, пообіцявши їм звільнення від податків. За 1649 рік у Плоске переселилась ще одна сім'я Солобича Семена, яка переїхала з сусідньої Польщі (авт. ймовірно з Галичини). У 1699 році місцевий житель Лізанець Матяш був управителем(ішпаном) Верховинської округи, інший Лізанець — Поп Ференц був священиком, якому (та його наступникам) було віддано половину землі Ядозліка Лазаря. Через епідемію холери та війну між куруцами та лабанцями Плоске опустіло, тому лише 2 ½ села була заселена, а інша частина пустувала. За рік село мало давати на столову замку 2 ½ гусей, 20 яєць і 2 ½  масла.
Очевидно, М.Лучкай використав давнє письмове джерело, у якому згадується саме священик. Отже, за 15 років село окріпло настільки, що вже мало духовного пастиря, а можливо, і церкву.
У Плоскому довгий час побутують перекази про братів Білеїв з Франківщини, які, тікаючи від монголо-татар, прийшли в цю місцевість і заснували село. На нашу думку, ця гіпотеза недостатньо аргументована. Відомо, що монголо-татари перейшли Верецький перевал у березні 1241 року, тобто в першій половині XIII ст. Виникає питання: чому ж село потрапляє в історичні документи лише наприкінці XVI ст., а точніше через 441 рік? «Польську теорію» можна частково пояснення. Пригадаймо, що кенез Олександр Лізанець у 1648 році запросив у цю місцевість 12 сімей (до речі, Т. Легоцький допустив помилку, стверджуючи, що правителем цієї території був Ракоці Ференц, а не Ракоці Дьордь або Юрій). Звернемо також увагу на події, що відбувалися в той час на Україні: навесні 1648 року Богдан Хмельницький починає війну проти Польщі, а 26 вересня того ж року козаки вже обложили Львів. Як відомо, у союзниках у Хмельницького були кримські татари, які під час походу не переставали грабувати мирне населення, забирати галичан у ясир. Ми знаємо, що перекази часто містять раціональне зерно.  Можна припустити, що Білеї дійсно тікали від ординців, але не монголо-татар, а кримських татар, які прийшли на Галичину разом з козаками. Тоді викликає сумнів інша деталь: переселенці прибули 18 лютого. Хоча це можна пояснити неточностями у перекладах або зміщенням дати внаслідок часової віддаленості подій.  Можна припустити, що Лізанці цього дня отримали кенезьку грамоту, а втікачі прибули восени. Цю гіпотезу підсилює і той факт, що до 1649 року село збільшилось лише на одну сім'ю Симка Солобича, що прибула з Польщі, до якої належала Галичина. Отже, переселялись саме звідти. Якщо дотримуватись цієї версії, то Білеї поселились на   цій землі давно, але піонерами не були. Звичайно, історія повна несподіванок, але практично до XX ст. в жодному історичному джерелі не вдалося прослідкувати ні єдиного запису, де б фігурувало прізвище Білей, а станом на 1921 р. в Плоскому проживало всього вісім сімей Білеїв. Хоча, хто знає, чи вижило б Плоске без приходу галичан, і підтвердженням цього є наступний факт. Виявляється, що у 1599 році поблизу Плоского було створено ще одне поселення — Ільковець, у якому проживали дві сім'ї кріпаків Жігмонда Ракоці. У зв'язку з тим, що тут більше ніхто не хотів селитись, на початку XVII ст. село повністю опустіло.[5]Як бачимо, без поповнення новими поселенцями вже створене поселення зникло.
За переписом 1749 року у Плоскому знаходились 4 домогосподарства, селяни володіли 8-ми волами, 7-ми коровами, мали 1 коня, 12 свиней, 27 овець, 6 кіз та 3 вулики. У цей час старостою Плоского був Матвій Хваста, а його помічниками Василь Куштан та Данило Блискун.
На кінець ХVШ ст. Плоске не було найбільшим селом округи. У Шематизмі за 1792 рік відмічено, що тут проживало всього 76 мешканців, а у той час у Ізворі вже мешкало 99 чоловік. Але 1792 рік був роком  будівництва Плосківської церкви. Очевидно, саме релігійне життя зробило це село  центром всіх поселень куща. Через 17 років, у 1809 році, у Плоскому проживало вже 208 вірників. Міграційні процеси  або велика смертність не обминули село у першій половині ХІХ ст.: у 1821 році у селі мешкало 146 чоловік.
Існувала у селі і церковна школа, де вже  в 40-х роках ХІХ ст. навчали дітей сільські дяки. Хоча можливість існування школи можна допускати і скоріше, бо ще у кінці XVII ст. для вчителів, як і для священиків, по всіх селах було закуплено землю.
 У 1878 році у Плоскому, як і у інших селах округи, перший раз фіксуються євреї. Тут їх мешкає 18 чоловік (це близько 2-3 сімей).
У 1891 році, під час загальної мадяризації, село міняє назву на Домбоштелек (Dombostelek), що в перекладі з угорської означає «гірська садибе». На 1893 рік  тут нараховувалось 454 жителі (з них 31 єврей)[9]. А на 1915 рік  у Домбоштелеку проживають 603 мешканці.
З 1844 року Плоске мало печатку, на якій було зображено рибу, що пливе вліво, а зверху знаходиться сонце, промені якого падають вниз.
Тут також розміщений завод по розливу мінеральної води «Плосківська».

## Релігія

### храм Покрови Пресвятої Богородиці. XVIIIст.
Дерев'яна церква з Плоского — друга з трьох класичних лемківських церков, що залишилися в Україні. Подібно до інших лемківських церков, ця церква дуже популярна серед дослідників народного будівництва, її зображення потрапило до багатьох статей та книг.
Церква за красою рівна шелестівській, але має свої індивідуальні риси. Форми її масивніші, що робить споруду більш суворою та монументальною.

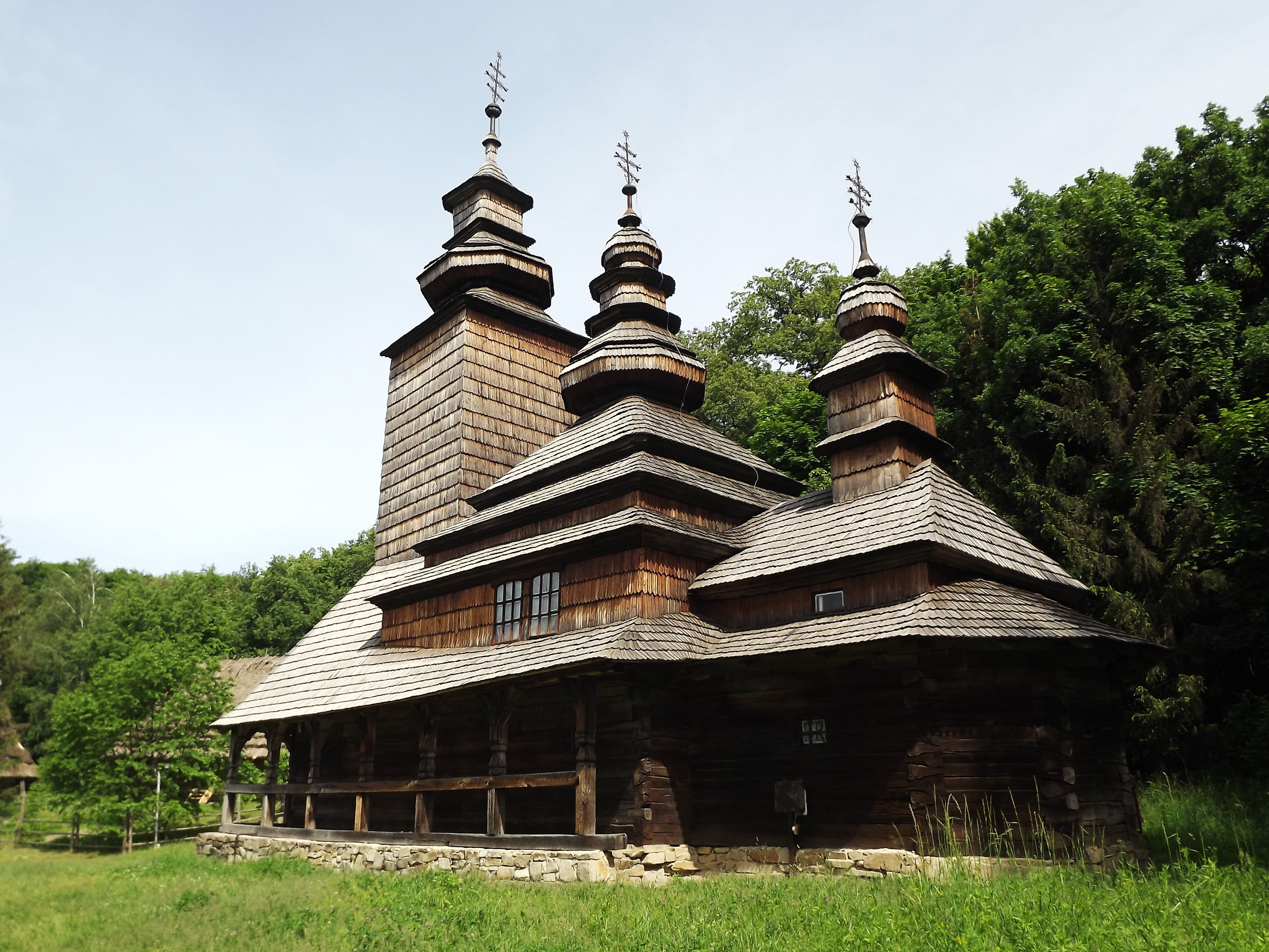
Церква Покрови Пресвятої Богородиці в музеї

Вежа не має відкритих голосниць, баня увінчана глухим ліхтарем, шатри над навою та вівтарем менш членовані по горизонталі, з більшими бароковими банями та главками.
Довжина споруди — 11,3 м, ширина — 5,85 м, висота стін — 2,32 м. Колоди зрубів завширшки від 55 до 65 см. На зрубі напис: «РОК. ЕОЖ АΨЧВ (1792)».
Вважають, що церкву збудовано в 18 ст. (можливо в 1792 р., коли священиком був Павло Долгаї), хоч в 1733 р. в селі згадують дерев'яну церкву св. Михайла з двома дзвонами, а з 1692 р. походить найдавніша згадка про церкву та три філії — Звір, Оленьово та Павлово (у 1672 р. був священик), до яких згодом додалися філії Ізвор та Мала Мельнична. За місцевим переказом, церкву спорудили в 1612 р., що є малоймовірним.
У 17 ст. між Солочином, Малим Бистрим, де в 1690 р. згадують покинуту дерев'яну церкву, та Малою Мельничною було поселення Нова Бистра або Житковиця, де в 1649 р. жив священик Прокіп Зичко, а в 1699 р. згадують зруйновану церкву.
Подібно до інших лемківських церков, плосківська святиня змушена була залишити рідне село. У 1927 р. церкву продали в село Канору поблизу Воловця (виручені гроші використали для будівництва мурованого храму), де біля неї спорудили дерев'яну дзвіницю.
Церкву розібрали й перевезли взимку на санях, але перевезення із Сваляви до Волівця відбулося, очевидно, залізницею. На цьому мандри церкви не закінчилися. У 1974 р. її перевезли в Київ, де тоді засновано Республіканський музей народного будівництва просто неба.

Ще в Канорі церква потроху занепадала і 9 січня 1953 р. її зняли з реєстрації діючих храмів. У 1967 р. львівський архітектор І. Могитич відреставрував пам'ятку.
Докладніше: Церква Покрови Пресвятої Богородиці (Пирогів)

### храм Покрови пр. богородиці. 1928
Велику муровану церкву почали будувати в 1925 p., закінчили роботи в 1928, а освятили її 30 червня 1929 р. Ділянку землі в центрі села виміняли в місцевої школи на частину церковної землі. Кошти надійшли від продажу церковної землі та від внесків селян (вартість всіх робіт склала 300 тисяч чехословацьких корон). Камінь возили з сусідньої Родниківки.
Виконав проект та вів будівництво відомий архітектор-самоук Михайло Білак, а організував спорудження церкви місцевий парох о. Ол. Товт. Іконостас зробив Іван Павлишинець аж у 1968 р. за священика А. Рацина та куратора М. Калабішки. Храм оновлювали в 1968 р., тоді ж могли перемалювати інтер'єр чи ікони. Вівтарну частину розмалював М. Приймич у 1997 р. за священика В. Ігнатка та куратора М. Йовбака. На вежі — три дзвони. Два більші відлито в 1923 р., а найменший — у 1930 р.
У Плоскому народився письменник-просвітитель о. Олександр Митрак (1837—1913).
Місцевий парох Михайло Деметер був ув'язнений в концтаборах Сибіру з 1949 по 1955 р.

## Присілки
Мала Бистра
Мала Бистра - колишнє село в Україні, в Закарпатській області.
Обєднане з селом Плоске
Згадки: 1582: Kis Bisztra , 1610: Kys Biztra, 1630: Kÿsbiſztra, 1645: Kis Bisztra, 1773: Kis Bistra, Bistry 1808: Kis-Bisztra, MaláBystra, Malé-Bisztri, 1851: Bisztra (Kis), 1873: Bisztra (Kis-), Mala Biszora, 1882: Kis Bisztra, Mala-Bisztra), 1930: Bystrá Malá.

Колтунок
Колтунок - колишнє село в Україні, в Закарпатській області.
Обєднане з селом Плоске
Згадки: 1645: Koltunokfalva, 1649: Koltunok, Kotumfalva, 1651: Kotumfalva

## Населення
Згідно з переписом УРСР 1989 року чисельність наявного населення села становила 965 осіб, з яких 449 чоловіків та 516 жінок.
За переписом населення України 2001 року в селі мешкало 1079 осіб.

### Мова
Розподіл населення за рідною мовою за даними перепису 2001 року:
| Мова       | Відсоток |
| ---------- | -------- |
| українська | 99,72 %  |
| російська  | 0,28 %   |

## Туристичні місця
- храм Покрови Пресвятої Богородиці. XVIII ст.
- храм Покрови пр. богородиці. 1928
- мінеральні джерела

## Відомі люди
У Плоскому народилися
- Калабішка Олексій Васильович (1975—2017) — старший прапорщик Збройних сил України, учасник російсько-української війни.
- Олександр Митрак — письменник-просвітитель, етнограф, фольклорист.